# Арнаут Данієль
Арнаут Данієль (окс. Arnaut Danièl), Арно Данієль (фр. Arnaut Danièl) — провансальський трубадур кінця XII століття; родом з Ріберака в Провансі, жив свого часу при дворі англійського короля Річарда I.
Поезія Арнаута відрізняється похмурим і химерним стилем; його пісні, які збереглися до наших часів (усього 18), важкі для розуміння. Проте Арнаут Данієль був незрозумілий навіть для сучасників. За словами Монтодонського Ченця, «ніхто не розумів його пісень». У своїх секстінах, Арно довів манірність до крайності. Данте і Петрарка ж високо ставили його як віртуоза форми і наслідували його.
Свого часу трубадури були об'єднані в лицарський орден з особистою, але досить розмитою, ритуальною символікою. Мистецтво мандрівних співців з Провансу було настільки популярне в Італії, що навіть Данте в своїй «Комедії» ввів образ трубадура Арнаута Данієля, вклавши в його вуста кілька строф провансальською мовою («Чистилище», пісня XXVI; в українському перекладі Ігоря Костецького цей фрагмент з міркувань ізоморфізму відтворено польською мовою). В епоху Відродження, коли вірші трубадурів читали й вивчали італійські поети, і Данте, і Петрарка були зобов'язані їм не менше, аніж творам стародавніх класиків. Вони ж нагородили трубадура Арнаута Данієля романтичним титулом «Великий Майстер Любові».